# Ermedin Demirović
Ermedin Demirović (ermědin děmiroʋitɕ; 25 de març de 1998) és un futbolista professional bosnià que juga com a davanter per l'VfB Stuttgart.